# Corp de armată

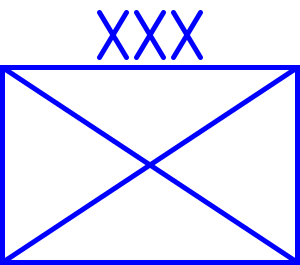
Simbolul NATO al unui corp de armată de infanterie aliate.

Corpul de armată (în limba engleză corps, iar în limba franceză corps d'armée) este denumirea unei unități din armată, mai mare ca divizia și mai mică ca o armată. În general un corp de armată este format din zeci de mii de militari, comandați de un general-locotenent. Un corp de armată este o unitate de sine-stătătoare, compus din 3-5 divizii, stat-major, eventual din subunități de sprijin.

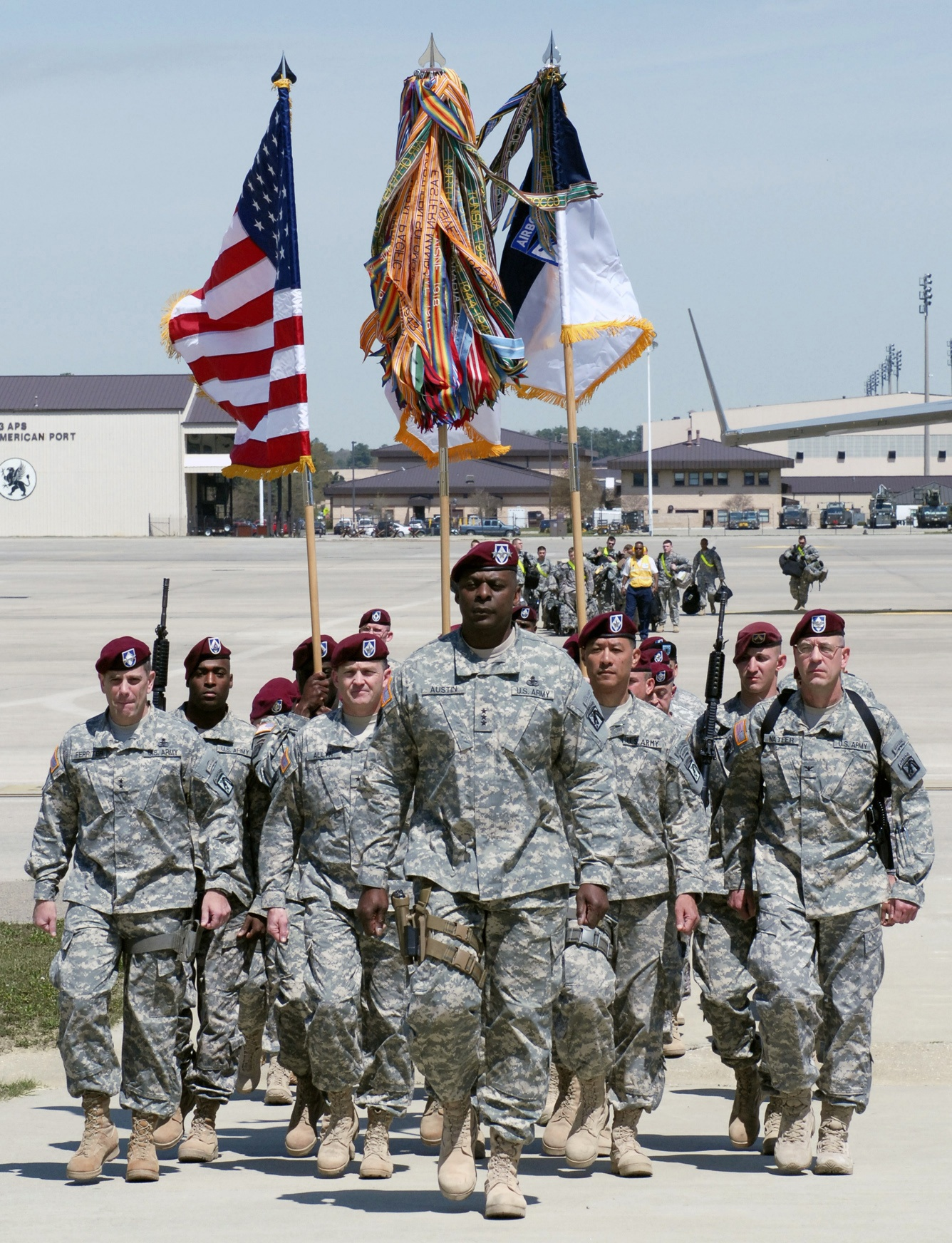
Corpul XVIII Aeropurtat American se întoarce din Irak (2009)